# Salernói Hercegség
A longobárd Salernói Hercegség egy középkori dél-olaszországi államalakulat volt Salerno székhellyel.

## Keletkezése
841-ben meghalt Sicardus, Benevento hercege, a hatalmat pedig hadvezére Radelchis vette át bebörtönözve a herceg jogos utódát, Siconulfot. Az amalfi kereskedők segítségével Siconulf kiszabadult tarantói börtönéből és visszatért Salernóba, ahol hercegnek nyilvánította ki magát, ami egy polgárháború kitöréséhez vezetett. I. Lothár római császár, valamint Nápoly és Spoleto közbenjárásával sikerült végetvetni a polgárháborúnak. A hercegséget két részre osztották: a déli rész, azaz a Salernói Hercegség Siconulf birtoka lett, az északi rész, azaz a Beneventói Hercegség pedig Radelchisé.
A hercegséghez tartoztak többek között Cosenza, Paestum, Conza, Nola és Teano. Jelentős kereskedelmi- és hadiflottával rendelkezett.
851-ben, Siconulf halála után kiskorú fia, Sico követte őt a hercegi trónon, de 853-ban egykori régensse, Péter vette át a hatalmat. Őt Adhemar követte, akit egy véres lázadásban a Dauferidik megfosztották trónjától. A lakosság támogatásával Guaifer követte őt. Tizenkilenc éves uralkodása alatt a hercegség gazdagsága és katonai jelentősége megnőtt és Dél-Olaszország egyik legfontosabb állama lett.

## A Dauferidik
880-ban Guaifert saját fia, I. Guaimar fosztotta meg trónjától és száműzte kolostorba. Uralkodása idején előbb a szaracénokkal, majd a Német-római Birodalommal kötött szövetséget, majd később a Bizánci Birodalommal. 901-ben saját apjának a sorsára jutott: fia, II. Guaimar megfosztotta trónjától és kolostorba száműzte.
II. Guaimar idején érte el Salerno virágkorát. A herceg mélyen vallásos volt és meghonosította a clunyi reformokat a hercegségben is. Részt vett a szaracénok elleni 915-ös gariglianói csatában és a bizánciak szövetségese maradt. Házasság révén sikerült szövetséget kötnie a Beneventói Hercegséggel, ügyes politikája során pedig kiterjesztette befolyását Campania Bizánchoz tartozó részeire is. Megszilárdította a Dauferidi-dinasztiát, a hercegi cím öröklődésére külön törvényt léptetett életbe. Őt 946-ban fia, I. Gisulf követte a salernói trónon.
Az új herceg legitimitását azonban úgy a nápolyiak, mint a beneventóiak megkérdőjelezték, de az amalfiak segítségével Gisulfnak sikerült visszavernie egyesített hadaikat. A herceg Bizánc szövetségese maradt, követve apjának politikáját. Sikerült kiegyeznie a beneventóiakkal, akiknek később katonai segítséget is nyújtott. Miután örökös nélkül halt meg, Salerno a Beneventói Hercegséghez került, akinek ura (Pandulf) fiát, II. Pandulfot nevezte ki a hercegség élére.

## Idegen uralom
Gisulf halálától (978) 983-ig a hercegi trónon idegen (amalfi vagy capuai) uralkodók ültek. Az amalfiak 981-ben szerezték meg a trónt, azonban I. Mansone népszerűtlen uralkodónak bizonyult ezért száműzték, helyébe pedig Spoleto hercegét, Jánost választották.

## Fénykora és hanyatlása
János uralkodása alatt élte a hercegség második fénykorát. A herceg megpróbálta az egyházat is saját befolyása alá vonni, de próbálkozása sikertelen volt. Utódja III. Guaimar idején a szaracénok ismét fenyegették a hercegséget, de a normannok segítségével sikerült őket visszaverni. Politikáját a Bizánctól való távolodás jellemezte. Uralkodása idején szerzett hírnevet a város orvosi iskolája a Schola Medica Salernitana. A normannokhoz fűződő kapcsolatai nagyban hozzájárultak ezek felemelkedéséhez Dél-Olaszországban. Apjával ellentétben nem folytatta a Capuával való szövetséget. Egy Capuával folytatott vitája során 1038-ban elnyerte II. Konrád német-római császár támogatását, így a hercegség a Német-római Birodalom vonzáskörébe került. 1047-ben Konrád fia, III. Henrik azonban megvonta támogatását Guaimartól. 1052-ben a herceget meggyilkolták, utódja fia, II. Gisulf lett.
Uralkodása alatt a Salernói Hercegség hanyatlásnak indult, főleg miután háborúba keveredett az Amalfi Köztársasággal és a normannokkal. 1077-ben Robert Guiscard csapatai elfoglalták Salerno városát és a hercegséget beolvasztották a normann Apúliai Hercegségbe.

## Hercegek a salernói trónon
- 840–851 Siconulf
- 851–853 II. Sico
- 853 Péter
- 853–861 Adhemar
- 861–880 Guaifer
- 880–900 I. Guaimar
- 900–946 II. Guaimar
- 946–978 I. Gisulf
- 978–981 Pandulf, Benevento, Capua és Spoleto hercege
- 981 II. Pandulf
- 981–983 I. Mansone, Amalfi hercege
- 981–983 I. János
- 983–994 II. János
- 994–1027 III. Guaimar
- 1027–1052 IV. Guaimar (Amalfi dózséja 1039-1043 között, Capua hercege 1038-1047 között)
- 1052–1077 II. Gisulf